# Ville-d'Avray
Pour les articles homonymes, voir Avray.
Ville-d'Avray est une commune française, située dans le département des Hauts-de-Seine en région Île-de-France.

## Géographie

### Localisation
Ville-d'Avray est une commune francilienne situé dans le sud-ouest des Hauts-de-Seine, à 11,9 kilomètres à vol d'oiseau à l'ouest de la cathédrale Notre-Dame de Paris et à la limite avec le département des Yvelines.
La commune, située dans la banlieue de Paris, se trouve dans l'aire d'attraction de Paris, dans l'unité urbaine de Paris ainsi que dans sa zone d'emploi et dans son bassin de vie.

### Communes limitrophes
Ville-d'Avray est limitrophe de : Marnes-la-Coquette, Versailles, Saint-Cloud, Sèvres, Chaville, et Viroflay.

### Géologie et relief
La superficie de la commune est de 367 hectares ; son altitude varie de 86  à   178 mètres.
La commune est globalement en surélévation par rapport aux communes limitrophes au sud, territoire vallonné en forme de fer à cheval, orienté selon un axe OSO-ENE, les eaux s'écoulant essentiellement vers Sèvres et Saint-Cloud.

#### Hydrographie

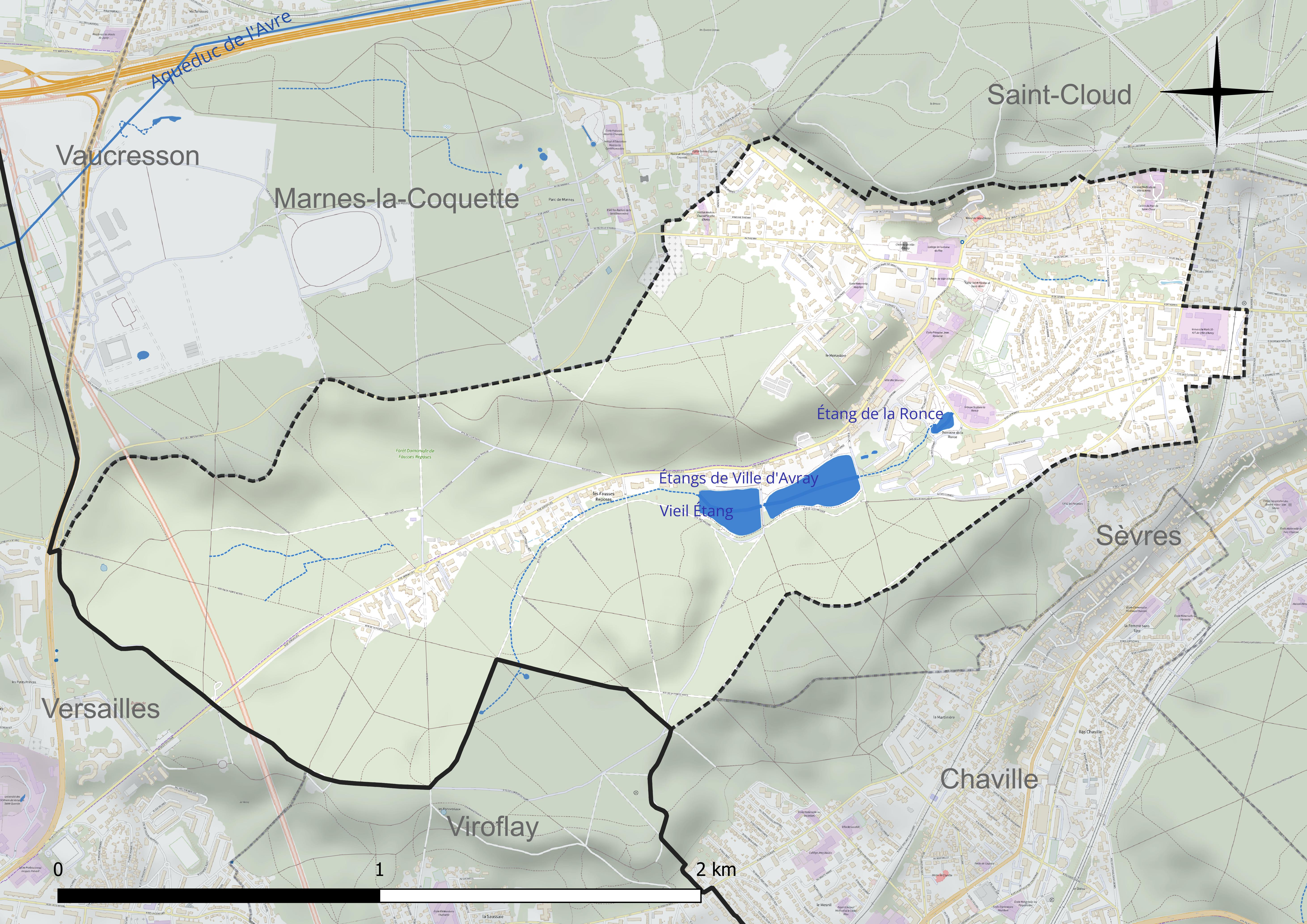
Carte hydrographique de la commune.

Des étangs ont été aménagés dans la partie « en cuvette ». Retenues d'écoulement construites pour alimenter les fontaines du parc de Saint-Cloud (pour l'événement des « Grandes Eaux » du parc).

### Climat
Pour des articles plus généraux, voir Climat de l'Île-de-France et Climat des Hauts-de-Seine.
En 2010, le climat de la commune est de type climat océanique dégradé des plaines du Centre et du Nord, selon une étude du CNRS s'appuyant sur une série de données couvrant la période 1971-2000. En 2020, Météo-France publie une typologie des climats de la France métropolitaine dans laquelle la commune est exposée à un climat océanique altéré et est dans la région climatique Sud-ouest du bassin Parisien, caractérisée par une faible pluviométrie, notamment au printemps (120 à 150 mm) et un hiver froid (3,5 °C).
Pour la période 1971-2000, la température annuelle moyenne est de 11,3 °C, avec une amplitude thermique annuelle de 15,1 °C. Le cumul annuel moyen de précipitations est de 661 mm, avec 11,3 jours de précipitations en janvier et 7,9 jours en juillet. Pour la période 1991-2020, la température moyenne annuelle observée sur la station météorologique la plus proche, située sur la commune de Toussus-le-Noble à 10 km à vol d'oiseau, est de 11,5 °C et le cumul annuel moyen de précipitations est de 677,0 mm,. Pour l'avenir, les paramètres climatiques de la commune estimés pour 2050 selon différents scénarios d'émission de gaz à effet de serre sont consultables sur un site dédié publié par Météo-France en novembre 2022.

## Urbanisme

### Typologie
Au 1er janvier 2024, Ville-d'Avray est catégorisée grand centre urbain, selon la nouvelle grille communale de densité à sept niveaux définie par l'Insee en 2022.
Elle appartient à l'unité urbaine de Paris, une agglomération inter-départementale regroupant 407  communes, dont elle est une commune de la banlieue,,.
Par ailleurs la commune fait partie de l'aire d'attraction de Paris, dont elle est une commune du pôle principal,. Cette aire regroupe 1 929 communes,.

### Morphologie urbaine
La commune de Ville d'Avray est découpée en six îlots regroupés pour l'information statistique (IRIS)
| Libellé IRIS                        | code IRIS | type IRIS |
| Forêt de fausses reposes            | 0101      | divers    |
| Rue de Versailles-Monastère         | 0102      | Habitat   |
| La Ronce                            | 0103      | habitat   |
| Côte d'Argent-Desvallières-Gambetta | 0104      | habitat   |
| Centre-La prairie                   | 0105      | habitat   |
| Thierry-Saint Cloud                 | 0106      | habitat   |

### Occupation des sols simplifiée

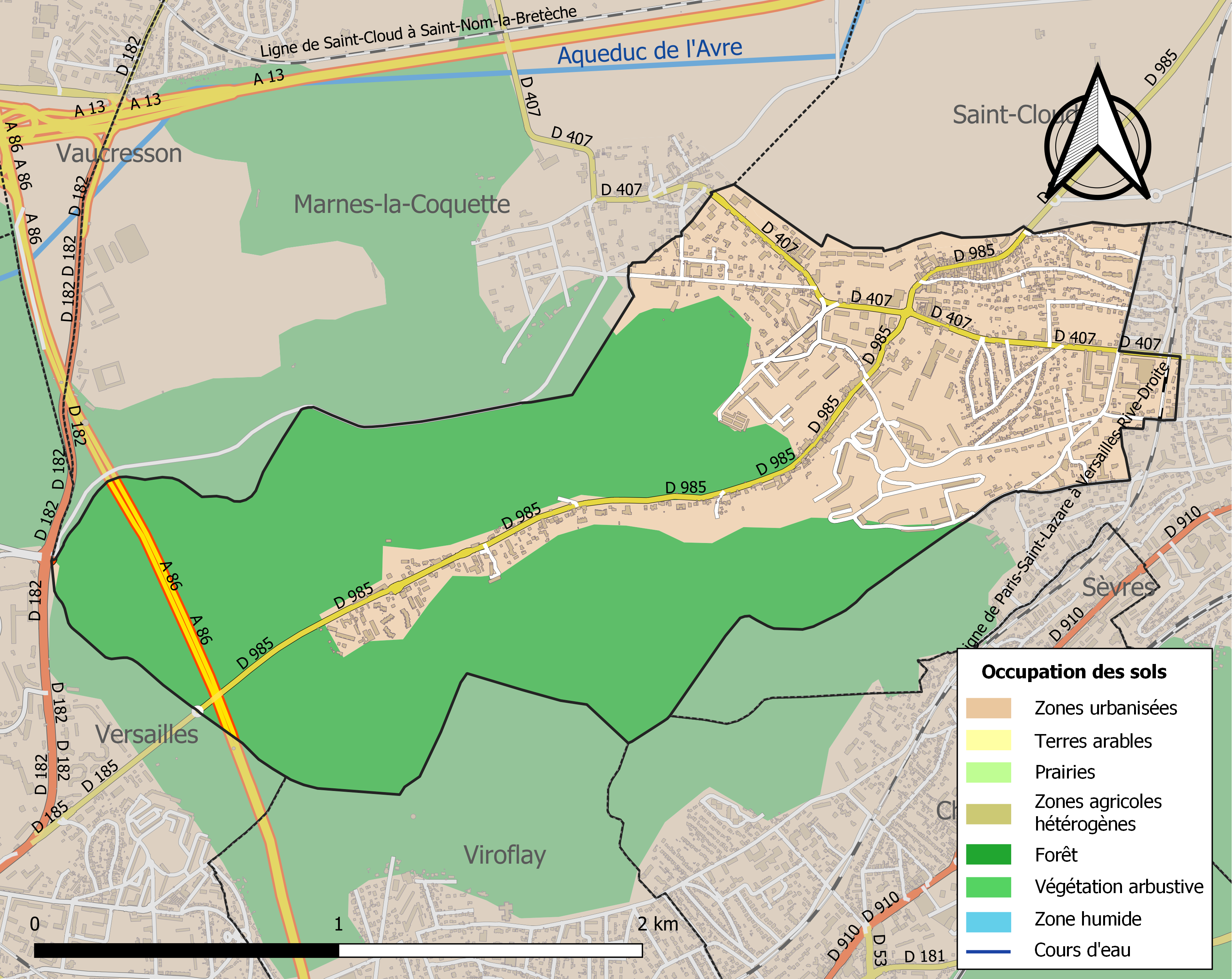
Carte de l'occupation des sols de la commune en 2018 (CLC).

Le territoire de la commune se compose en 2017 de 60,32 % d'espaces agricoles, forestiers et naturels, 8,44  % d'espaces ouverts artificialisés et 31,23 % d'espaces construits artificialisés.
La forêt de Fausses-Reposes constitue la totalité de la surface boisée de la commune.

### Habitat et logement
En 2021, le nombre total de logements dans la commune était de 5 342, alors qu'il était de 5 311 en 2016 et de 5 143 en 2011.
Parmi ces logements, 89,4 % étaient des résidences principales, 3,7 % des résidences secondaires et 6,9 % des logements vacants. Ces logements étaient pour 14,6 % d'entre eux des maisons individuelles et pour 83,2 % des appartements.
Le tableau ci-dessous présente la typologie des logements à Ville-d'Avray en 2021 en comparaison avec celle des Hauts-de-Seine et de la France entière. Une caractéristique marquante du parc de logements est ainsi la faible proportion des résidences secondaires et logements occasionnels (3,7 %) par rapport au département (3,9 %) et à la France entière (9,7 %).
| Typologie                                               | Ville-d'Avray | Hauts-de-Seine | France entière |
| ------------------------------------------------------- | ------------- | -------------- | -------------- |
| Résidences principales (en %)                           | 89,4          | 89,6           | 82,2           |
| Résidences secondaires et logements occasionnels (en %) | 3,7           | 3,9            | 9,7            |
| Logements vacants (en %)                                | 6,9           | 6,6            | 8,1            |

La commune ne respecte pas les obligations qui lui sont faites par l'article 55 de la loi SRU de disposer d'au moins 25 % de son parc de résidences principales constituées de logements sociaux. En effet, malgré un effort significatif qui a fait passer son  parc de logements sociaux de 2,97 % en  2002 à 12,36 % en 2019, elle reste éloignée du minimum légal et a été astreinte au paiement d'une pénalité financière de 129 652 ,51 € en 2020 .

### Voies de communication et transports

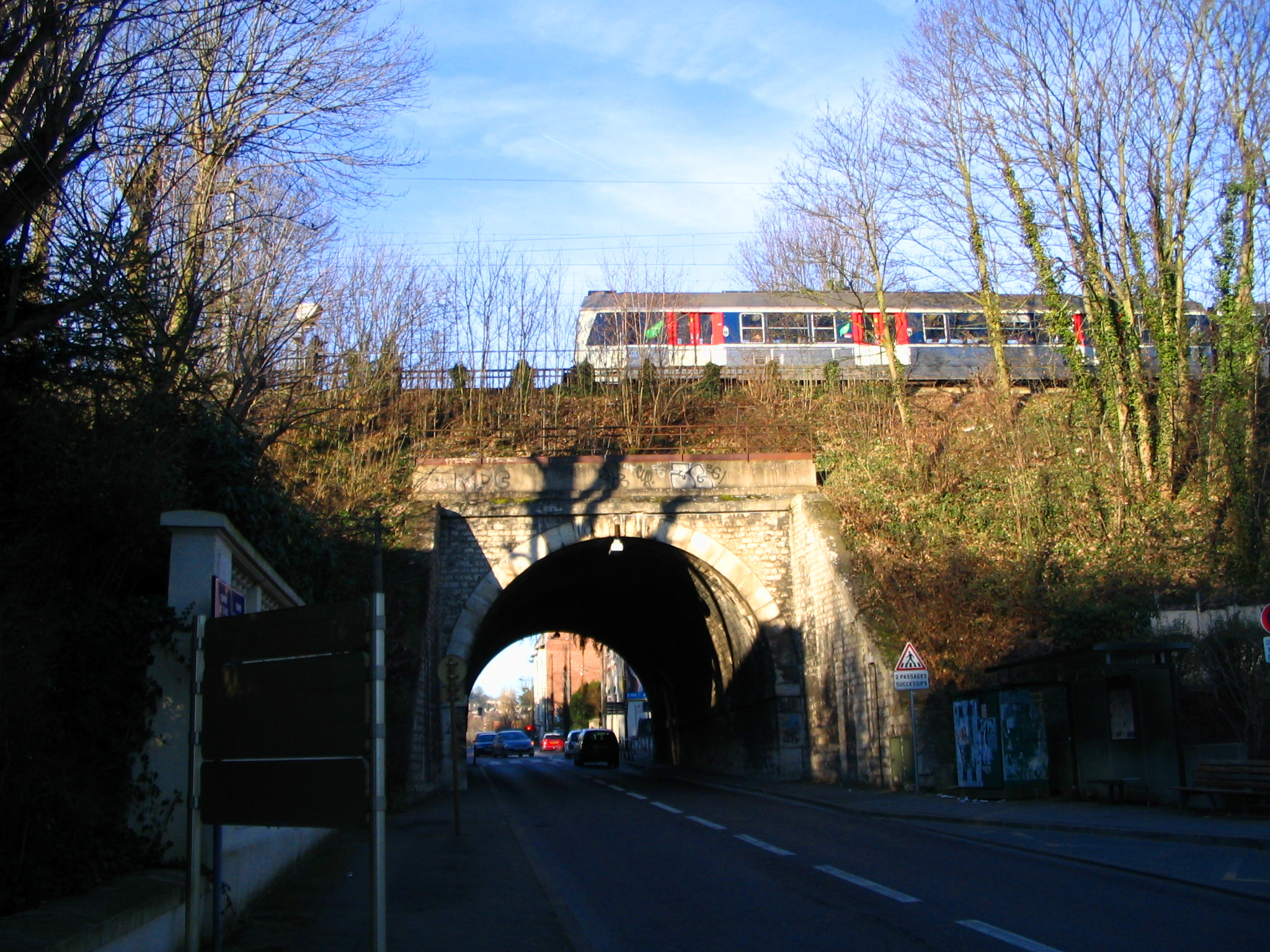
Un train de banlieue passe au-dessus de la D 407, à proximité de la gare de Sèvres - Ville-d'Avray.

Les deux voies principales sont la D 407 qui relie Garches à Sèvres en traversant la ville dans le sens nord-ouest à l'est par les rues de Marnes et de Sèvres et la D 985 qui relie Versailles à Suresnes en traversant la ville dans le sens sud-ouest au nord via la forêt de Fausses-Reposes.
Il y a une piste cyclable dans la commune qu'entre les étangs de Ville-d'Avray et Versailles. Le projet d'une piste cyclable traversant la commune et prolongeant la piste actuelle en direction de Saint-Cloud, sur le trajet de la route D 985, n'a en effet pas été retenu à ce jour dans le schéma d'aménagement communal établi conjointement avec Saint-Cloud.
La commune est desservie par les trains de la ligne L à la gare de Sèvres - Ville-d'Avray sur la branche Paris Saint-Lazare - Versailles-Rive-Droite, ainsi que par les trains de la ligne U sur l'axe La Défense - La Verrière.
La commune est également desservie par les lignes 426 et 471 du réseau de bus RATP, par les lignes 469 et GPSO Bus des lignes de bus Grand Paris Seine Ouest et par la ligne 37 du réseau de bus Argenteuil - Boucles de Seine.

## Toponymie
Le lieu est attesté sous les formes Villa Davren au XIIe siècle,, Villa d’Avrea en 1200, Ville Davrai en 1240, Villa Davrea en 1460, Villadavrei, Villadavreti, Villa davreii, Villa Alberti, Ville Davrai, Ville Davré, Villa Davret en 1527.
Il s'agit d'une formation toponymique médiévale en Ville- au sens ancien de « domaine rural » ou de « village », le mot ville étant issu ultimement du latin villa, utilisé initialement au sens de villa rustica « domaine rural ». L'appellatif ville est en général placé en position finale dans des composés en -ville, mais on le retrouve aussi souvent placé en première position Ville- dans certaines régions, comme c'est le cas ici.
Le second élément -D'Avray représente un anthroponyme selon le cas général. Albert Dauzat suggère le nom de personne de type germanique *Dav-hring (non attesté). La graphie D'Avray résulte d'une mécoupure orthographique d'un scribe qui a vu dans la première syllabe Da- une agglutination de la préposition de réduite à D' apostrophe devant voyelle + Avray (Avrei), nom de lieu ou de personne.
Le nom de Dagoverana repris localement et qui a servi à forger le gentilé Dagovéranien, -ne, n'est pas identifiable en l'état des sources, on le trouve sous la plume de l'archéologue Anatole de Barthélemy. Aucun toponymiste n'associe ce nom de lieu ou cet anthroponyme qui semble hypothétique *Dagoverana avec le nom de Ville-D'Avray.

## Histoire

### Moyen Âge
Au XIIe siècle, l'expansion démographique qui touche l'Europe occidentale est contrainte par les ressources agricoles. La surface cultivable s'augmente à cette période par défrichage des espaces boisés. De façon contemporaine à la formation de nouveaux villages et hameaux dans l'ouest de Paris, comme Marnes-la-Coquette et Vaucresson, on voit apparaître dans les actes le nom de seigneurs de Villa Davren, dont les possessions relèvent du roi, de l'évêque de Paris ou du seigneur de Marly. Le village se forme sur la colline du Monastère, lieu de l'ancienne église et de la maison seigneuriale. Le village rural et viticole, est placé sous l'autorité seigneuriale des Célestins de Paris qui tenaient justice.[réf. nécessaire]

### Temps modernes
En 1709, le territoire de la commune compte 84 foyers. Les constructions primitives sur la colline du monastère ne sont plus visibles, détruites au XIXe siècle. L'installation de la Cour Royale à Versailles a une influence décisive sur le développement de la commune. La forêt de Fausses-Reposes, terrain de chasse pour les rois résidant à Versailles ou à Saint-Cloud, de Louis XIV à Louis Philippe, devient entretenue et en particulier traversée de routes de chasse. En juillet 1784, Ville d'Avray est érigée en baronnie et placée sous l'autorité du premier valet de chambre de Louis XVI, Marc-Antoine Thierry, qui s'est porté acquéreur du château de la Brosse dix ans plus tôt. Le seigneur démolit et fait construire à son emplacement le château de Thierry. Il finance par la suite la construction de l'église Saint-Nicolas-et-Saint-Marc, ouvre une école en juillet 1783 suivie d’une école de filles en 1787.

### Révolution française et Empire
En 1815, le général Piré de concert avec le général Exelmans y combattent les Prussiens.

### Époque contemporaine

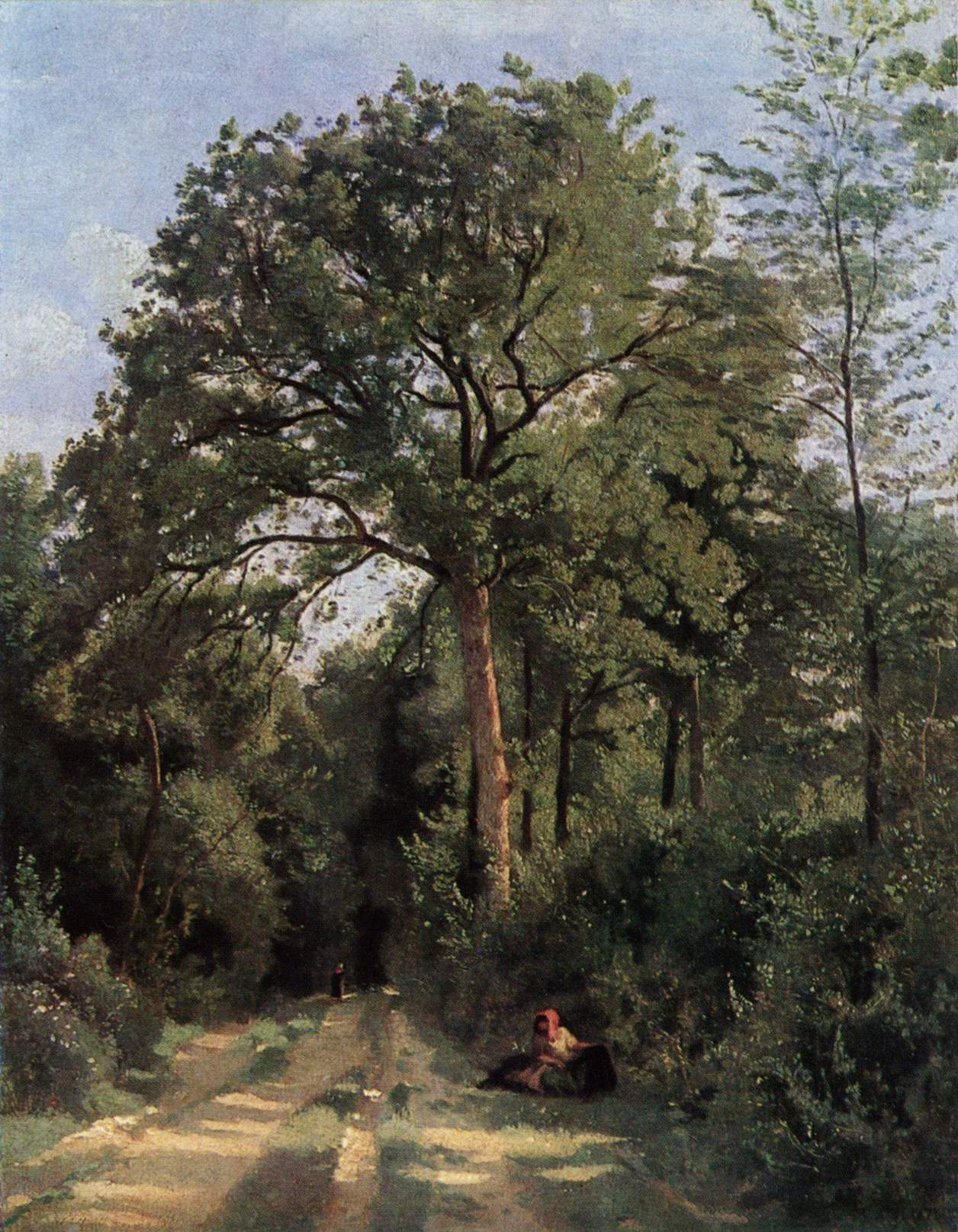
Jean-Baptiste Camille Corot : Entrée du bois à Ville-d'Avray (vers 1825, National Gallery of Scotland, Édimbourg.)

Lors de la Guerre franco-allemande de 1870, le 30 septembre 1870, un ballon-poste non dénommé s'envole du boulevard d'Italie à Paris alors assiégé et termine sa course, abattu par les Prussiens dans les lignes ennemies à Ville-d'Avray entre le bois de Fausses-Reposes et la route de Versailles, au lieu-dit la Femme-sans-Tête.
À la fin du XIXe siècle de nombreux artistes, écrivains, musiciens sont attirés par le cadre paysager, comme Jean-Baptiste Camille Corot, Claude Monet ou encore Paul Huet.
La bourgeoisie d'affaires du XIXe siècle constitue de grandes propriétés où elle vient passer la belle saison. La ville se densifie courant XXe siècle. Les grandes propriétés non démembrées forment les parcelles des résidences actuelles avec leurs espaces verts, construites à la fin des années 1960.[réf. nécessaire]

## Politique et administration

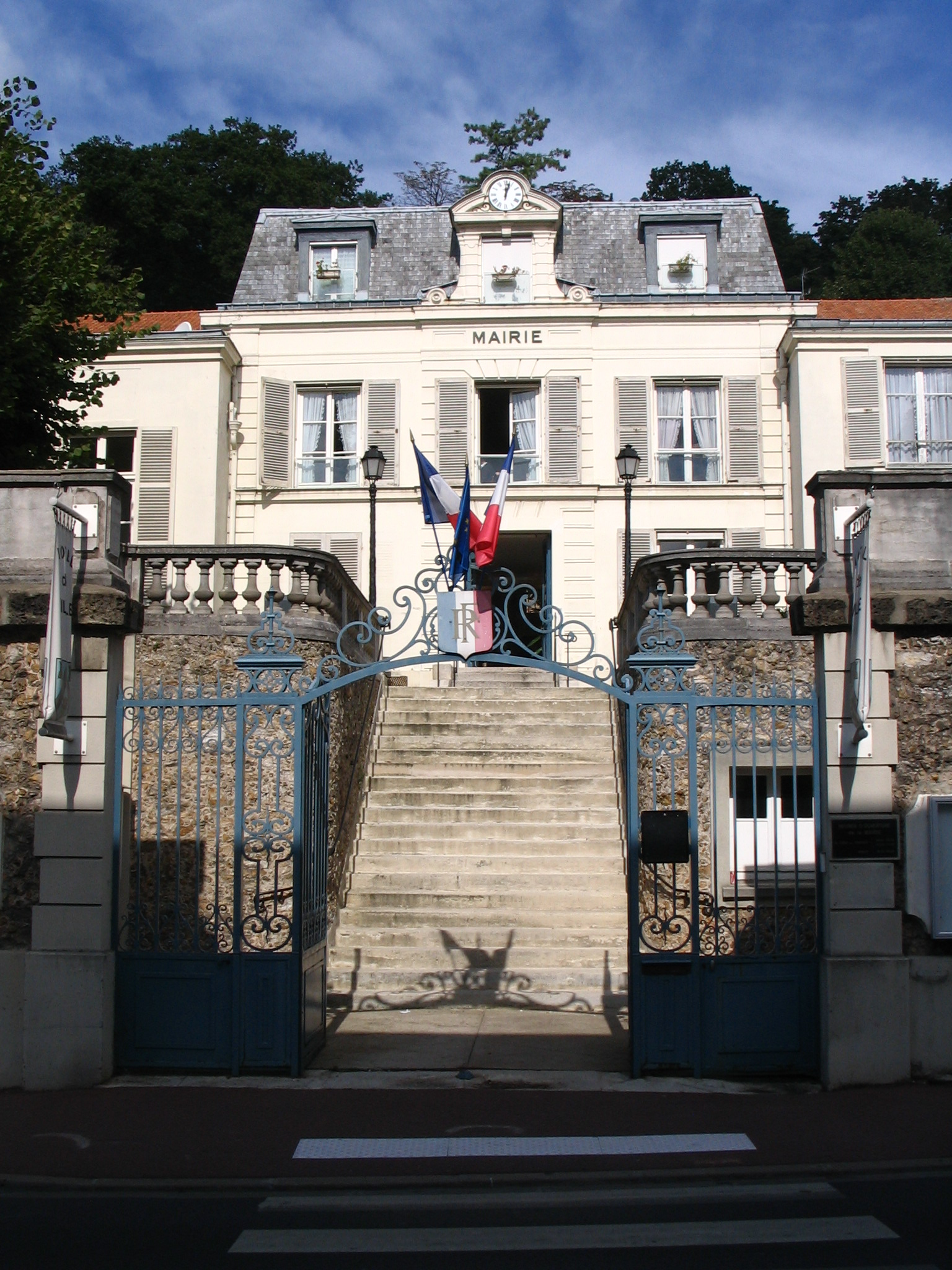
L'hôtel de ville.

### Rattachements administratifs et électoraux

#### Rattachements administratifs
Antérieurement à la loi du 10 juillet 1964, la commune faisait partie du département de Seine-et-Oise. La réorganisation de la région parisienne en 1964 fit que la commune appartient désormais au département des Hauts-de-Seine, après un transfert administratif effectif au 1er janvier 1968, et, depuis 1972, à son arrondissement de Boulogne-Billancourt.
Elle faisait partie depuis 1793 du canton de Sèvres de Seine-et-Oise. Lors de la mise en place des Hauts-de-Seine, elle intègre en 1967 le canton de Chaville. Dans le cadre du redécoupage cantonal de 2014 en France, cette organisation territoriale administrative a disparu, le canton n'est plus qu'une circonscription électorale.

#### Rattachements électoraux
Pour les élections départementales, la commune fait partie depuis 2014 du canton de Saint-Cloud.
Pour les élections législatives, elle fait partie depuis 1986 de la huitième circonscription des Hauts-de-Seine.

### Intercommunalité

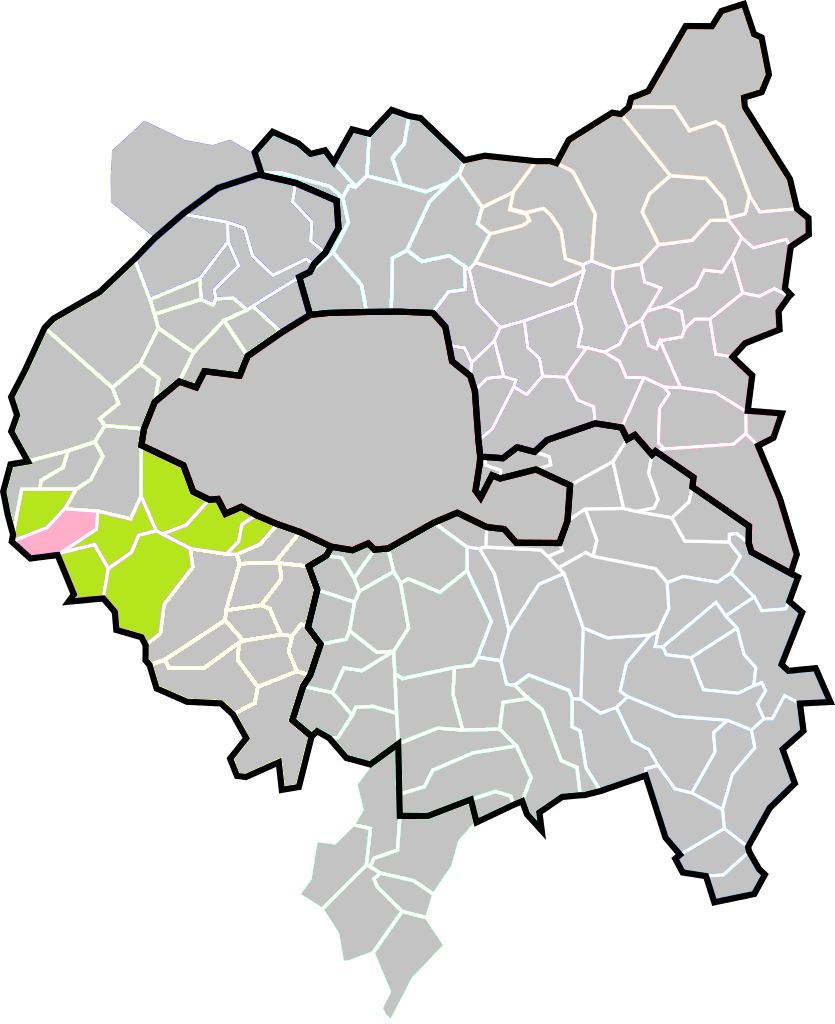
La commune dans son EPT (en vert) et dans la Métropole du Grand Paris.

La commune était membre depuis le 1er janvier 2004 de la communauté d'agglomération Arc de Seine. Celle-ci s'unit avec l'intercommunalité voisine communauté d'agglomération Val de Seine pour former, le 1er janvier 2010, la communauté d'agglomération Grand Paris Seine Ouest (GPSO).
Dans le cadre de la mise en œuvre de la volonté gouvernementale de favoriser le développement du centre de l'agglomération parisienne comme pôle mondial est créée, le 1er janvier 2016, la métropole du Grand Paris (MGP), dont la commune est membre.
La loi portant nouvelle organisation territoriale de la République du 7 août 2015 prévoit également la création de nouvelles structures administratives regroupant les communes membres de la métropole, constituées d'ensembles de plus de 300 000 habitants, et dotées de nombreuses compétences, les établissements publics territoriaux (EPT).
La commune a donc également été intégrée le 1er janvier 2016 à l'établissement public territorial Grand Paris Seine Ouest (GPSO), qui succède à la communauté d'agglomération éponyme.

### Tendances politiques et résultats
Pour les échéances électorales de 2007, Ville-d'Avray fait partie des 82 communes, de plus de 3 500 habitants ayant utilisé les machines à voter. Le référendum du 29 mai 2005 sur la Constitution européenne fut le premier vote à se faire sur machine électronique dans cette ville.
Lors du premier tour des élections municipales de 2014 dans les Hauts-de-Seine, la liste MoDem menée par le maire sortant Denis Badré obtient la majorité absolue des suffrages exprimés, avec 3 075 voix (76,75 %, 30 conseillers municipaux élus dont 6 communataires), devançant très largement celle  PS-PCF-EELV  manée par Alexis Girszonas, qui a recueilli 931 voix (23,24 %, 3 conseillers municipaux élus). 
Lors de ce scrutin, 41,13 % des électeurs se sont abstenus. 	
Lors du premier tour des élections municipales de 2020 dans les Hauts-de-Seine, la liste menée par la maire sortante Aline de Marcillac (MoDem) obtient la majorité absolue des suffrages exprimés avec 1 559 voix (53,53 %, 26 conseillers municipaux dont 1 conseiller métropolitain élus), devançant de 206 voix celle menée par Jean-Denis Pesty (DVD, 1 353 voix, 46,46 %, 7 conseillers municipaux élus). 
Lors de ce scrutin marqué par la pandémie de Covid-19 en France, 59,63 % des électeurs se sont abstenus.
La contestation des résultats de l'élection a été rejetée par le tribunal administratif de Cergy.

### Administration municipale
Le nombre d'habitants de la commune étant compris entre 10 000 et 20 000, le nombre de membres du conseil municipal est de 33.

### Liste des maires
| Période      | Période                    | Identité                             | Étiquette                                          | Qualité |
| ------------ | -------------------------- | ------------------------------------ | -------------------------------------------------- | --- |
| 1795         | 1796                       | M. Braquet                           |                                                    | |
| 1796         | 1800                       | M. Domain                            |                                                    | |
| 1800         | 1808                       | M. Dupuis                            |                                                    | |
| 1808         | 1811                       | M. Crottet                           |                                                    | |
| 1811         | 1814                       | M. Paganel                           |                                                    | |
| 1814         | 1816                       | M. Cailleux                          |                                                    | |
| 1816         | 1826                       | M. Dupuis                            |                                                    | |
| 1826         | 1829                       | M. Grenaudet                         |                                                    | |
| 1829         | 1832                       | M. Lucot                             |                                                    | |
| 1832         | 1836                       | M. Wasse                             |                                                    | |
| 1836         | 1860                       | Pierre-Sulpice Lefebvre-Desvallières |                                                    | Administrateur des Messageries Nationales |
| 1860         | 1867                       | M. Jacquel                           |                                                    | |
| 1867         | 1869                       | M. Bournet-Verron                    |                                                    | |
| 1869         | 1881                       | M. Jacquel                           |                                                    | |
| 1881         | 1892                       | Alphonse Lemerre                     |                                                    | Editeur |
| 1892         | 1897                       | M. Laporte                           |                                                    | |
| 1897         | 1899                       | Edmond Gast                          | Gauche démocratique                                | sénateur, propriétaire de l'exploitation de vaches laitières de la Ronce |
| 1899         | 1911                       | M. Lemerre                           |                                                    | |
| 1911         | 1912                       | M. Laporte                           |                                                    | |
| 1912         | 1919                       | M. Meaux Saint-Marc                  |                                                    | |
| 1919         | 1934                       | André Maningue                       | URD                                                | Conseiller général de Sèvres (1928 → 1933) |
| 1934         | 1936                       | M. Laroche                           |                                                    | |
| 1936         | 1945                       | M. Vrigny                            |                                                    | Médecin |
| 1945         | 1947                       | Louis Gaubert                        |                                                    | |
| 1947         | 1963                       | M. Griffon                           |                                                    | |
| 1963         | 1983                       | Docteur Jean Bazennerye              | DVD                                                | Médecin |
| 1983         | juin 1995                  | Georgette Sireyjol                   | DVD                                                | |
| juin 1995    | octobre 2017               | Denis Badré                          | UDF puis MoDem puis UDI puis centriste indépendant | Polytechnicien, Ingénieur général du Génie rural, des Eaux et Forêts, Sénateur des Hauts-de-Seine (1995 → 2011) Conseiller régional d'Ile-de-France (1992 → 1996) Conseiller général de Chaville (1996 → 2004) Vice-président de l'EPT Grand Paris Seine Ouest (2016 → 2017) Démissionnaire |
| octobre 2017 | En cours (au 24 juin 2024) | Aline de Marcillac                   | SE                                                 | Psychothérapeute Vice-présidente de l'EPT Grand Paris Seine Ouest (2018 → ) Réélue pour le mandat 2020-2026 |

### Jumelages
Au 1er janvier 2018, la commune de Ville-d'Avray n'est jumelée à aucune commune.

## Équipements et services publics

### Eau et déchets
L'eau distribuée dans la ville, provenant de la nappe souterraine de Croissy-sur-Seine, est traitée de manière à faire baisser sa minéralisation, notamment en ce qui concerne le calcium. Elle présente une concentration en nitrates inférieure à la norme de qualité en vigueur et est de bonne qualité organoleptique.

### Enseignement
Ville-d'Avray est située dans l'académie de Versailles.
La ville administre trois écoles maternelles (école maternelle Jean-Rostand, école maternelle de la Ronce et école maternelle Halphen. L'école maternelle Chanteclerc a été fermée) et deux écoles élémentaires communales (La Ronce et Jean-Rostand) toutes les deux situées dans la rue de la Ronce.
Le département gère le collège La Fontaine-du-Roy, situé rue de Marnes. Il possède des classes à horaires aménagés musique (CHAM) en lien avec le conservatoire de Ville-d'Avray.
Les élèves qui en sont issus sont orientés, pour la filière générale, vers le lycée d'État de Sèvres, ou vers le lycée Alexandre-Dumas de Saint-Cloud (anciennement Florent-Schmitt).
La ville accueille l'IUT de l'université Paris Ouest Nanterre La Défense (anciennement Paris-X Nanterre). Cet IUT, situé dans les anciennes installations de la SNECMA est consacré aux sciences de l’ingénieur dans les domaines de l’électronique, de la mécanique et de la thermique. Ses étudiants participent régulièrement aux compétitions de robotique et d'écomobilité (transport économe en énergie), avec de petits véhicules monoplaces à très faible consommation.

### Santé
La commune comprend plusieurs établissements de santé :
- la clinique médicale de Ville-d’Avray, établissement privé spécialisé en soins psychiatriques[50] ; c'était dans l'Entre-deux guerres une clinique privée généraliste, où le philosophe Alain fut soigné[51] au cours du premier semestre 1936, puis de décembre 1939 à mars 1940.
- l'établissement d'hébergement pour personnes âgées dépendantes (EHPAD) « La Villa des Sources » :
- l'Association Centre d'intervention dans la dynamique éducative (CIDE) gère[52] :
  - le Centre du parc de Saint-Cloud qui contient le centre médico-psycho-pédagogique (C.M.P.P.) et un hôpital de jour pour adolescents du Centre du parc de Saint-Cloud ;
  - un centre de soins, d'accompagnement et de prévention en addictologie (CSAPA) ;
- l'institut médico-éducatif (IME) Villa-d'Avray.

## Population et société

### Démographie

#### Évolution démographique
L'évolution du nombre d'habitants est connue à travers les recensements de la population effectués dans la commune depuis 1793. Pour les communes de plus de 10 000 habitants les recensements ont lieu chaque année à la suite d'une enquête par sondage auprès d'un échantillon d'adresses représentant 8 % de leurs logements, contrairement aux autres communes qui ont un recensement réel tous les cinq ans,.

En 2022, la commune comptait 10 871 habitants, en évolution de −5,54 % par rapport à 2016 (Hauts-de-Seine : +2,75 %, France hors Mayotte : +2,11 %).
| 1793 | 1800 | 1806 | 1821 | 1831 | 1836 | 1841 | 1846 | 1851  |
| ---- | ---- | ---- | ---- | ---- | ---- | ---- | ---- | ----- |
| 458  | 459  | 471  | 514  | 691  | 768  | 896  | 955  | 1 044 |

| 1856  | 1861  | 1866  | 1872  | 1876  | 1881  | 1886  | 1891  | 1896  |
| ----- | ----- | ----- | ----- | ----- | ----- | ----- | ----- | ----- |
| 1 063 | 1 120 | 1 346 | 1 294 | 1 274 | 1 359 | 1 559 | 1 498 | 1 511 |

| 1901  | 1906  | 1911  | 1921  | 1926  | 1931  | 1936  | 1946  | 1954  |
| ----- | ----- | ----- | ----- | ----- | ----- | ----- | ----- | ----- |
| 1 532 | 1 730 | 1 887 | 2 316 | 2 698 | 3 088 | 2 915 | 3 397 | 4 351 |

| 1962  | 1968   | 1975   | 1982   | 1990   | 1999   | 2006   | 2011   | 2016   |
| ----- | ------ | ------ | ------ | ------ | ------ | ------ | ------ | ------ |
| 5 802 | 10 365 | 11 698 | 11 625 | 11 616 | 11 415 | 11 255 | 10 733 | 11 509 |

| 2021   | 2022   | - | - | - | - | - | - | - |
| ------ | ------ | - | - | - | - | - | - | - |
| 10 694 | 10 871 | - | - | - | - | - | - | - |

Le doublement de la population entre 1960 et 1970 correspond à la construction des grands ensembles de logement de la Ronce et de la Prairie.

#### Pyramide des âges
En 2018, le taux de personnes d'un âge inférieur à 30 ans s'élève à 35,8 %, soit en dessous de la moyenne départementale (38,4 %). À l'inverse, le taux de personnes d'âge supérieur à 60 ans est de 22 % la même année, alors qu'il est de 20 % au niveau départemental.
En 2018, la commune comptait 5 210 hommes pour 5 840 femmes, soit un taux de 52,85 % de femmes, légèrement supérieur au taux départemental (52,41 %).
Les pyramides des âges de la commune et du département s'établissent comme suit.
| Hommes | Classe d’âge | Femmes |
| ------ | ------------ | ------ |
| 0,5    | 90 ou +      | 1,7    |
| 7,0    | 75-89 ans    | 9,0    |
| 12,1   | 60-74 ans    | 13,2   |
| 23,9   | 45-59 ans    | 25,0   |
| 18,6   | 30-44 ans    | 17,1   |
| 17,5   | 15-29 ans    | 15,9   |
| 20,4   | 0-14 ans     | 18,0   |

| Hommes | Classe d’âge | Femmes |
| ------ | ------------ | ------ |
| 0,6    | 90 ou +      | 1,6    |
| 5,2    | 75-89 ans    | 7,2    |
| 12,1   | 60-74 ans    | 13,5   |
| 19,3   | 45-59 ans    | 19,4   |
| 22,6   | 30-44 ans    | 21,9   |
| 20,2   | 15-29 ans    | 18,9   |
| 19,9   | 0-14 ans     | 17,4   |

### Manifestations culturelles et festivités
La fête annuelle (fête des étangs de Corot, organisée par le comité des fêtes) se déroule chaque année le 3e week-end de juin. Nombreuses animations et spectacles sur scène et stands des associations locales qui proposent jeux, restauration... Le comité des fêtes organise également un marché de Noël le premier week-end de décembre.
L'ensemble de musique ancienne « La Chapelle harmonique », dirigé par Valentin Tournet, est installé à Ville-d'Avray depuis sa création en janvier 2012. Cette association culturelle organise différentes manifestations musicales tout au long de l'année ainsi qu'une tournée estivale dans toute la France.
Des années 1970 jusqu'aux années 2000, sous la direction de Roger Lévy, une fois sur deux acteur, la MJC de Ville-d'Avray montait annuellement une pièce de théâtre parmi lesquelles : Embrassons-nous Folleville, Un jour dans la mort de Joe Egg, Les poissons rouges ou mon père ce héros, Dix petits nègres, Les sorcières de Salem, Les Vilains, Un otage, Vol au-dessus d'un nid de coucou, La Folle de Chaillot, Le scénario, Caviar ou Lentilles, La visite de la vieille dame, Une drôle de vie, Baroufe à Chioggia, Le Chinois, Les séquestrés d'Altona, Chers Zoiseaux, Mais n'te promène donc pas toute nue, Thérèse Raquin, Squatters d'étoiles, Outrage aux bonnes mœurs, La salle à manger, Le babour, Squatters d'étoiles, L'éloignement, Le Journal d'Anne Frank, Requiem pour une nonne, L'honneur des Cippolino, Douze hommes en colère, Train de nuit, Vol 2037. Toujours sous la direction de Roger Lévy fonctionnait également un atelier poésie : Jacques Prévert, Verlaine, Boris Vian, Jacques Brel.
La pièce Vol au-dessus d'un nid de coucou, montée en 1977, fut celle qui eut le plus grand succès. Elle fut montée en 1977. Michel Creton qui avait déjà joué au théâtre le rôle principal en acteur professionnel se déplaça. La pièce fut remontée en 1980-1981.

### Sports et loisirs
L'Union sportive de Ville-d'Avray est un club omnisports associatif et propose plusieurs disciplines. Le club regroupe aussi bien des sections de sports individuels, comme l'escrime, le judo ou le tir à l'arc, que des sections de sport collectif, comme le football.
L'arrivée finale des deux premières éditions du Tour de France, celles de 1903 et 1904, se tenait sur la commune avant d'avoir lieu au stade vélodrome du Parc des Princes, à Paris.

### Médias
La municipalité édite le mensuel Ville-d'Avray Magazine.

### Cultes
Les habitants de Ville-d'Avray disposent d'un lieu de culte catholique. Depuis janvier 2010, la commune de Ville-d'Avray fait partie du doyenné des Collines, l'un des neuf doyennés du diocèse de Nanterre. Au sein de ce doyenné, le lieu de culte catholique est l'église Saint-Nicolas-et-Saint-Marc qui relève de la paroisse Saint-Nicolas-Saint-Marc,.
La chapelle de Ville-d'Avray est quant à elle un lieu de culte protestant réformé, l'un des deux lieux de culte de la paroisse de Meudon–Sèvres–Ville-d'Avray, rattachée à l'Église protestante unie de France. Cette chapelle, vestige de l'Exposition universelle de 1889 à Paris, se situe au 41 avenue Balzac.

## Économie

### Revenus de la population et fiscalité
En 2010, le revenu fiscal médian par ménage était de 56 319 €, ce qui plaçait Ville-d'Avray au 81e rang des communes les plus riches parmi les 31 525 communes de plus de 39 ménages en métropole.

## Culture locale et patrimoine

### Lieux et monuments

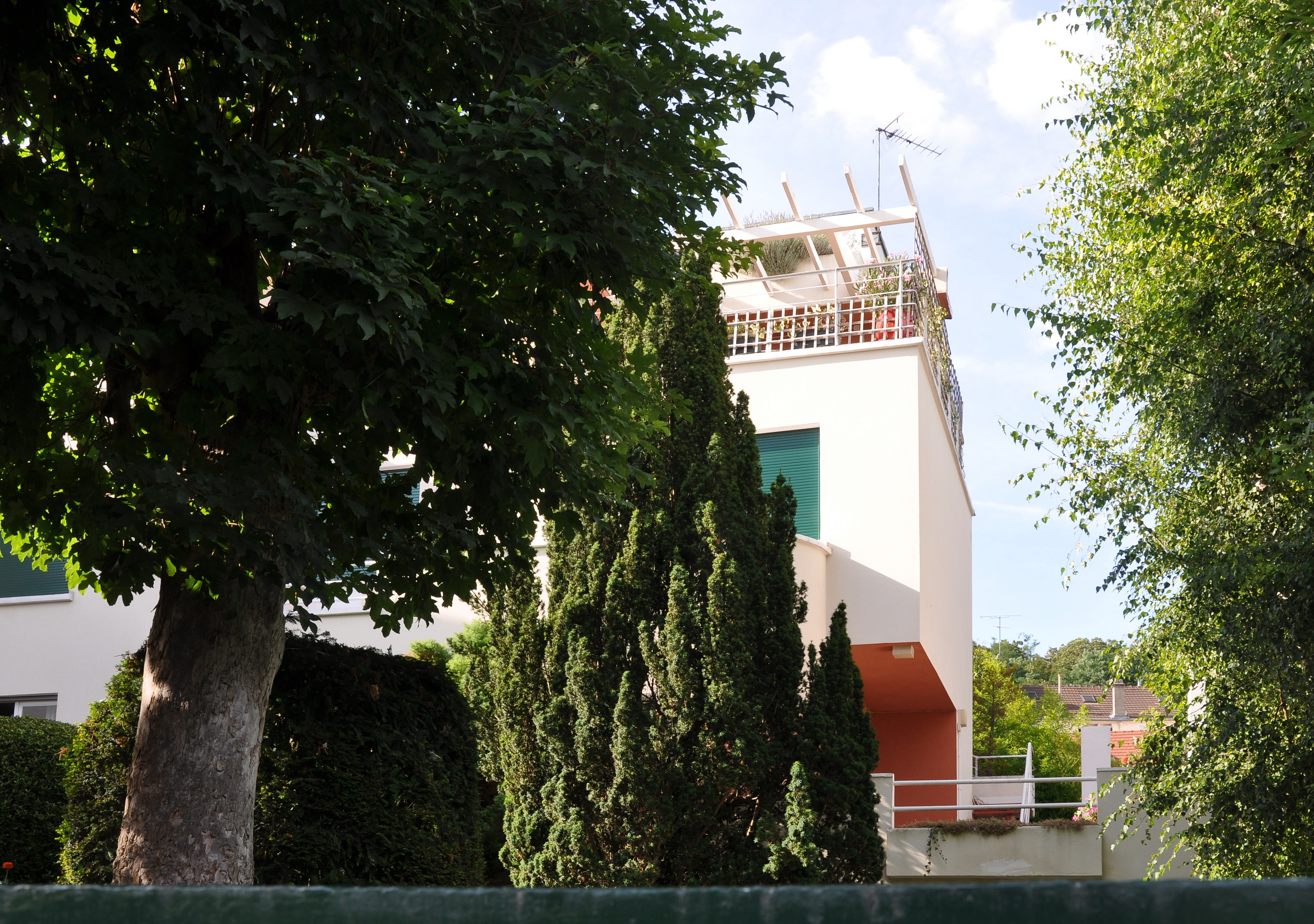
Mallet-Stevens : La villa Augier-Prouvost

Deux monuments de la ville sont classés et trois sont inscrits au titre des monuments historiques :
- le château de Thierry, inscrit depuis le 30 juillet 1973[64] ;
- l'église Saint-Nicolas-et-Saint-Marc de Ville-d'Avray, classée depuis le 27 février 1934[65] ;
- la Fontaine dite Fontaine du Roy, classée depuis le 14 avril 1942[66] ;
- la maison dite villa Augier-Prouvost, inscrite depuis le 15 janvier 1975[67] ;
- la maison dite villa Hefferlin, inscrite depuis le 1er août 1974[68] ;

ainsi qu'un lieu : la partie dagovéranienne du domaine national de Saint-Cloud, partiellement classé depuis le 15 mars 1993 et son parc ;
et de nombreux autres lieux et monuments :
- le château de la Ronce[71] ;
- la chapelle funéraire de la famille François[72] ;
- la fabrique[73] ;
- le monument (groupe sculpté) dit Monument en hommage à Corot par Raoul Larche[74] ;
- une maison[75] ;
- un immeuble[76] ;
- la maison de la Chapelle du Roi, puis le Peplos Vert[77] ;
- la cabane dite Cabane de Corot[78] ;
- des maisons et immeubles[79]
- des maisons et immeubles[80]
- le château dit le Monastère[81]
- la fontaine dite Fontaine Corot[82]
- le monument aux morts des Guerres 1914-1918, 1939-1945, Indochine et Algérie[83]
- le tombeau de Madame Neveux[84]
- la chapelle funéraire de la famille Colson[85]
- une maison[86]
- la garderie d'enfants dite Crèche Fanny[87]
- une maison[88]
- l'auberge Cabassud[89]
- la serre d'horticulteur[90]
- le monument sépulcral d'Émilie Louise Valtesse de La Bigne[91]
- le tombeau de la famille Fournier[92]
- le tombeau de la famille Patay[93]
- le tombeau de la famille Sarre[94]
- une maison[95]
- la maison le Mesnil d'Avray[96]
- le parc Lesser[97]
- le parc de la propriété Corot[98]
- la croix de cimetière[99]
- la maison de Corot[100]
- le tombeau de Jean Jullien[101]
- l'immeuble dit Immeuble de l'Entreprise Cledat[102]
- la chapelle « des ombrages »[103]

D'autres informations sont également publiées dans la base Mérimée :
- présentation de la commune de Ville-d'Avray, base Mérimée n° IA00051442
- présentation de l'étude du patrimoine du canton de Chaville, base Mérimée n° IA00051364
- ville, base Mérimée n° IA00051443

La maison du peintre Jean-Baptiste Camille Corot et son jardin ont été conservés, à proximité de l'Étang neuf.

#### Autres lieux et monuments
Lier historique avec Monuments occupation historique du territoire par éléments remarquables de la topographie :
- éléments remarquables de la topographie : centre humain = déplacé du centre historique vers croisement des axes Versailles - Saint-Cloud / Marnes-Sèvres ;
- agriculture et élevage. Prairies culture viticole. La vigne, cultivée sur les coteaux bien exposés, occupe un tiers des surfaces exploitées à la fin du XVIIIe siècle ;
- forêt : ressource cynégétique pour les cours installées à Versailles ou Saint-Cloud ; lien vers fausses reposes ;
- hydrologie : dans le village se trouve la Fontaine du Roy, construite en 1684 (ou 1723 selon Dagoverana, à confirmer avec Mérimee), dont les eaux étaient réputées pour être les meilleures des environs de Paris, et que Louis XVI réservait à son usage particulier. Marie Antoinette fut autorisée à en boire à la Conciergerie avant son exécution. Restaurée en 1852. Classée en 1942. Le Vieil Étang, en amont, couvre plus d'un hectare. Il était exploité par les Célestins pour la pêche, avant d'être acheté par le duc d'Orléans en 1739. L'Étang neuf, qui couvre environ trois hectares, fut aménagé en 1690 par Monsieur, frère de Louis XIV, pour servir de réservoir aux jeux d'eau de son parc à Saint-Cloud. Un aqueduc souterrain relie toujours l'étang au Grand réservoir du parc et alimente les bassins et les cascades.

### Ville-d'Avray et les arts et la culture

#### Littérature
Dans Vercoquin et le Plancton, la résidence du héros créé par Boris Vian, dans laquelle se déroulent les fêtes absurdes et folles issues de la révolte du jeune auteur, se trouve à « Ville-d'Avrile », évident clin d'œil à Ville-d'Avray, dans laquelle l'auteur a résidé de nombreuses années. Les participants à ces orgies « viannesques » arrivent d'ailleurs en train de Versailles.
Le héros de la nouvelle de Boris Vian Le Loup-garou habite rue de Versailles, juste avant la côte de Picardie.
Ville-d'Avray est également l'un des lieux de la nouvelle Pierre Grassou de Balzac.

#### Cinéma
Les Dimanches de Ville-d'Avray, un film réalisé par Serge Bourguignon (1962), Oscar 1963 du meilleur film étranger.
Plusieurs films ont utilisé les locaux d'une discothèque libertine de Ville d'Avray, l'Auberge du Roi René.

#### Peinture

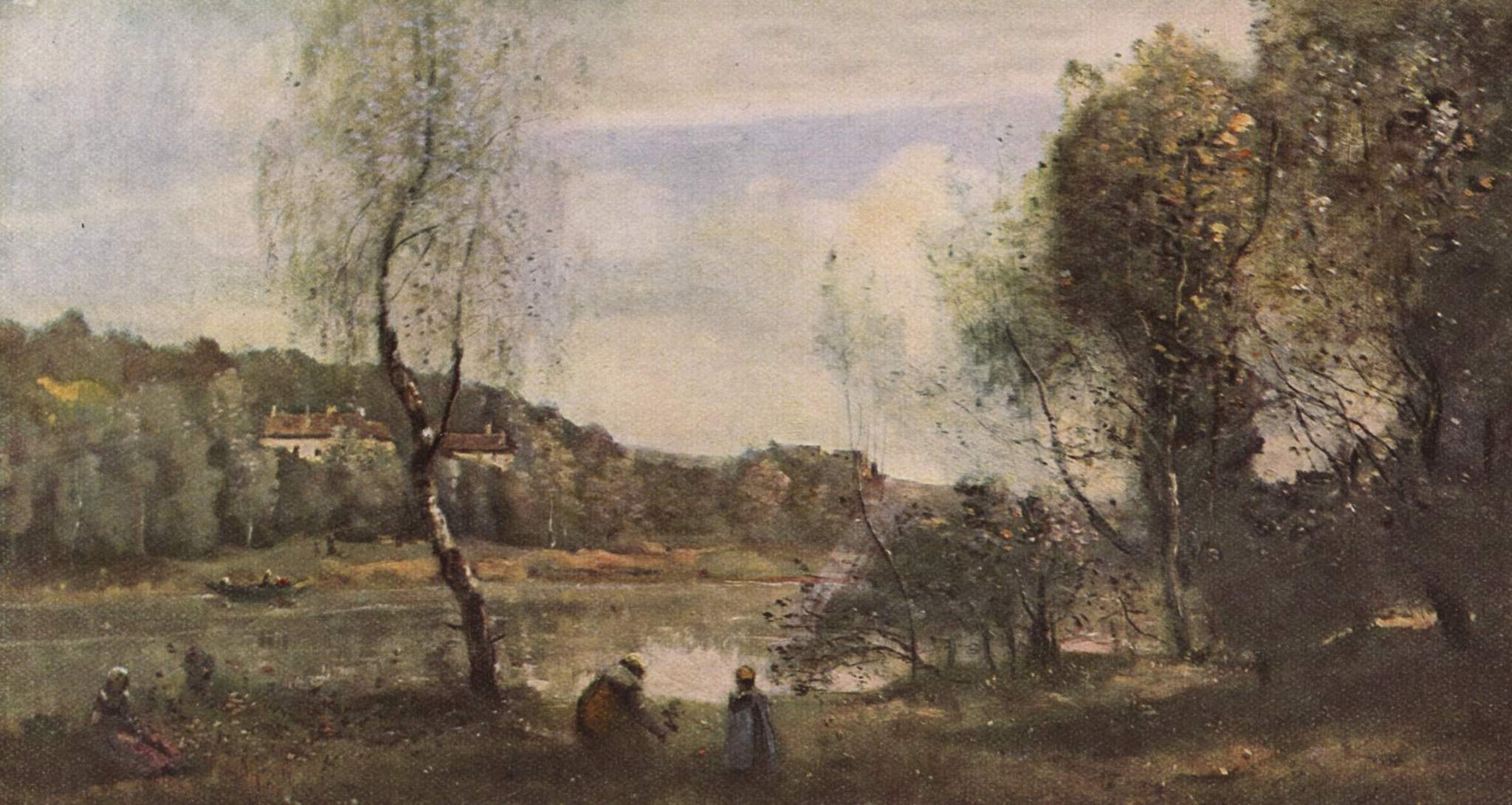
Jean-Baptiste Camille Corot, Étang de Ville-d'Avray (1873).

Les étangs de Ville-d'Avray (peints par Jean-Baptiste-Camille Corot) font partie du patrimoine historique d'État. Certains de ces tableaux sont aujourd'hui visibles au MoMA à New York.
Lucien Simonnet a aussi peint Ville-d'Avray, effet de neige (1893), conservée au musée d'Orsay (Paris).
La brasserie Mollard à Paris, inscrite au titre des monuments historiques, détient une mosaïque évoquant Ville-d'Avray.

### Personnalités liées à la commune
- Marc-Antoine Thierry, baron de Ville-d'Avray (1732-1792), premier maire de Versailles.
- Jacques-Henri Bernardin de Saint-Pierre (1737-1814), écrivain, s'était retiré à Ville-d'Avray.
- Augustin Fresnel (1788-1827), physicien, mort à Ville-d'Avray.
- Jean-Baptiste Camille Corot (1796-1875), peintre, considéré comme le premier impressionniste, a peint à Ville-d'Avray.
- Arthur de Gobineau (1816-1882), diplomate et écrivain, né à Ville-d'Avray.
- Nicolae Bălcescu (1819-1852), historien, un écrivain et un révolutionnaire roumain, a vécu en exil à Ville-d'Avray.
- Anatole de Barthélemy (1821-1904), historien, numismate, mort à Ville-d'Avray dans sa propriété, située rue Corot.
- Cécile Azimont (1827- ?), actrice parisienne, y avait une propriété.
- Frédéric Chopin (1830-1849), compositeur et pianiste, séjourne en mai 1847 chez son ami Thomas Albrecht, consul de Saxe.
- Alphonse Lemerre (1838-1912), éditeur, ancien maire de Ville-d'Avray.
- Émile-Henri Laporte (1841-1919), peintre, ancien maire de Ville-d'Avray.
- Auguste Renoir (1841-1919), peintre, dont les parents habitaient Ville-d'Avray, y a vécu en 1868.
- Gustave Meyrier (1842-1930), diplomate, a vécu, est mort à Ville-d'Avray et y est inhumé.
- Édouard Branly (1844-1940), physicien et médecin français, précurseur de la radio, a vécu rue Grange-Fontenelle (plaque commémorative).
- Guillaume Cerise (1847-1919), inspecteur des finances, directeur de compagnie d'assurances, y eut une propriété à la fin du XIXe siècle.
- Édouard Detaille (1848-1912) vécut à Ville-d'Avray.
- Marie Dauguet (1860-1942), poétesse française y est morte.
- Hélène Meyrier (1866-1953), héroïne française, épouse de Gustave Meyrier, a vécu, est morte à Ville-d'Avray et y est inhumée.
- Victor Boucher (1877-1942), comédien, mort à Ville-d'Avray.
- Irène Lagut (1893-1994), peintre, a habité Ville-d'Avray dans les années 1920, 43 route de Versailles.
- Jean Rostand (1894-1977), écrivain, moraliste, biologiste, historien des sciences a vécu au 29, rue Pradier de 1922 jusqu'à son décès en 1977 (plaque commémorative). Il est inhumé à Ville-d'Avray.
- Marcel Cartier (1895-1965), député de la Drôme, mort dans la commune.
- Jaro Hilbert (1897-1995), peintre, dessinateur et sculpteur, a habité Ville-d'Avray.
- Pierre-Henri Simon (1903-1972), intellectuel engagé, historien de la littérature, essayiste, romancier, poète, critique littéraire, membre de l'Académie Française et de l'Académie de Saintonge, a vécu et est mort à Ville-d'Avray.
- Charles Brisset (1914-1989), médecin psychiatre, fondateur de l’Association Française de Psychiatrie, du Syndicat des Psychiatres Français et de la revue Psychiatrie française, cofondateur de la clinique médicale de Ville-d'Avray, a vécu et est mort à Ville-d'Avray.
- Yehudi Menuhin (1916-1999), violoniste et chef d'orchestre, a vécu de 1930 à 1935 au 33, rue Pradier (plaque commémorative). Il est citoyen d'honneur de Ville-d'Avray.
- Georges Baladié (1917-1998), joueur de rugby à XV, y est né.
- Robert Guillard (1919-2013), explorateur polaire du Groenland et de la terre Adélie, y est né.
- Boris Vian (1920-1959), écrivain français, poète, parolier, chanteur, critique et musicien de jazz, né à Ville-d'Avray, y a vécu au 33 rue Pradier (plaque commémorative), et y est inhumé.
- Espanita Cortez (1921-2014), artiste, y est née.
- John William (1922-2011) chanteur, a vécu à Ville-d'Avray.
- Sydney Chaplin (1926-2009), acteur, fils de Charles Chaplin, a vécu de 1963 à 1977 à Ville-d'Avray.
- André-Jean Smit (1926-2013), compositeur, est né à Ville-d'Avray.
- Marie Dubois (1937-2014), actrice, est inhumée à Ville-d'Avray.
- Isabelle Aubret (née en 1938), chanteuse, y réside.
- Bernard Rapp (1945-2006), journaliste et cinéaste, a vécu au 43 rue de Saint-Cloud.
- Richard Clayderman (né en 1953), pianiste, a passé une partie de sa vie à Ville-d'Avray et y réside.
- Isabelle Huppert (née en 1953), actrice, a passé sa jeunesse à Ville-d'Avray.
- Mylène Farmer (née en 1961), chanteuse, a grandi à Ville-d'Avray.
- Niels Arestrup (1949-2024), comédien et acteur, a vécu à Ville-d’Avray et y est mort le 1er décembre 2024. Il y est inhumé[106].

### Héraldique, logotype et devise
| Blason de Ville-d'Avray | Blason  | D'azur au chevron d'argent accompagné en chef de deux tours d'or et en pointe d'un lion du même lampassé de gueules.               |
| Blason de Ville-d'Avray | Détails | Les armes de la ville sont celles du baron Marc-Antoine Thierry de Ville-d'Avray. Le statut officiel du blason reste à déterminer. |

## Pour approfondir